# Pierluigi Piazzi
Pierluigi Piazzi (Bolonha, 29 de janeiro de 1943 — São Paulo, 22 de março de 2015) foi um professor e polímata ítalo-brasileiro. É considerado um dos nomes mais influentes na ficção científica do Brasil e um grande escritor sobre o desenvolvimento da inteligência em alunos em idade escolar, além de ter sido muito prestigiado ao longo de seus anos como professor. Foi cofundador da Editora Aleph.

## Biografia
Pierluigi Piazzi nasceu em Bolonha, na Itália, em 29 de janeiro de 1943. Emigrou para o Brasil no ano de 1954. Durante a sua juventude, trabalhou como garçom, confeiteiro, motorista de caminhão, topógrafo e tratorista. Na década de 1960, formou-se em Química industrial pela Escola Técnica Oswaldo Cruz (ETOC) e, em seguida, em Física, curso que iniciou na Universidade Presbiteriana Mackenzie, mas concluiu na Universidade de São Paulo (USP). 
Em 1980, tornou-se membro da sociedade de alto QI Mensa International e descobriu a sua paixão pelo ensino. A partir de então, passou a dedicar-se a lecionar, principalmente em cursinhos, acumulando, ao longo dos anos, cerca de 100 mil alunos, entre eles alguns famosos, como o ex-governador paulista José Serra e o ator global Antonio Fagundes.
Piazzi fazia duras críticas aos métodos de ensino adotados no Brasil. Em palestra ministrada em 2014, por exemplo, afirmou que "o sistema educacional brasileiro faz descer a escada. Qualquer pedagogia baseada em Vygotsky, Piaget e Paulo Freire é uma desgraça."
Ao aliar a sua experiência como professor e conhecimentos adquiridos ao lecionar inteligência artificial e configuração de redes neurais num curso de engenharia da computação, Piazzi identificou o que considerava como "erros" no sistema educacional brasileiro. Por mais de 10 anos, viajou pelo país e visitou centenas de escolas, ministrando palestras para pais, alunos e professores para mostrar como esquivar-se de tais "erros".
Professor muito prestigiado, principalmente em função do sucesso que tinha em seus cursos, nos últimos anos de vida dedicou-se, como escritor, à neurolinguística, campo no qual publicou vários livros, buscando tratar o assunto de forma didática e acessível ao público em geral. Seus livros lhe conferiram grande destaque na mídia, o que o fez ser convidado para ministrar várias palestras pelo Brasil.
Piazzi faleceu vítima de complicações por um câncer na madrugada de 22 de março de 2015 no hospital Albert Einstein, em São Paulo. Na manhã daquele dia, a família comunicou o falecimento de Piazzi em uma postagem no Facebook do professor:
| “ | É com muita tristeza que comunicamos que nosso querido Pierluigi Piazzi, o prof. Pier, faleceu esta noite. O velório será no hospital Albert Einstein, no domingo, 22/03, das 9h00 às 20h00, e no cemitério Horto da Paz (Itapecerica da Serra), na segunda-feira. Ex-alunos, amigos, leitores, ouvintes, fãs e trekkers, serão todos muito bem vindos. | ” |

## Obras
Dentre os livros de autoria de Pierluigi Piazzi, constam:
- Aprofundando-se no MSX (1987)
- Aprendendo Inteligência. Manual de Instruções do Cérebro Para Estudantes em Geral - Volume 1 (2015)
- Estimulando Inteligência. Manual de Instruções do Cérebro de Seu Filho - Volume 2 (2015)
- Ensinando Inteligência. Manual de Instruções do Cérebro do Seu Aluno - Volume 3 (2015)
- Inteligência em Concursos. Manual de Instruções do Cérebro Para Concurseiros e Vestibulandos - Volume 4 (2015)
- Estimulando Inteligência (2008)
- Aprendendo Inteligência (2008)
- Ensinando Inteligência - Volume 1 (2009)
- Inteligência em Concursos (2013)

Dentro do setor de Comunicação:
TV:
- Professor de "Qual é o Grilo" - TV Cultura
- Apresentador do "Debate Acadêmico" da TV Educativa de Santos
- Apresentador, em parceria com o prof. Tarcisio de Carvalho, de programa de WEB-TV da Lab One.

Rádio:
- Produtor e apresentador, em parceria com o prof. Tarcísio de Carvalho do programa 620 kb da Rádio Jovem Pan AM (durante 5 anos) com algumas intervenções como âncora na Hora da Verdade (noticiário)
- e do Plug 700 da Eldorado AM (3 anos).

Imprensa Escrita:
- Editorialista do "O ESTADO DE SÃO PAULO"
- Colaborador do Diário do Grande ABC (seção Eureka)
- Colaborador da Revista LIMITE
- Colaborador da Revista Discutindo Ciência